# Wanda Zwinogrodzka
Wanda Zwinogrodzka (ur. 27 kwietnia 1960) – polska krytyk teatralna i literacka, kierownik artystyczny Teatru Telewizji (2006−2012). W latach 2015–2021, 2021–2023 i w 2023 podsekretarz stanu w Ministerstwie Kultury i Dziedzictwa Narodowego, w 2021 podsekretarz stanu w Ministerstwie Kultury, Dziedzictwa Narodowego i Sportu.

## Życiorys
W 1984 kończyła studia na Wydziale Wiedzy o Teatrze Państwowej Wyższej Szkoły Teatralnej im. Aleksandra Zelwerowicza w Warszawie, a następnie do 1990 pracowała na tej uczelni, gdzie zakładała uczelnianą „Solidarność”. Współpracowała z Instytutem Sztuki i Instytutem Badań Literackich Polskiej Akademii Nauk. W 1984 pod pseudonimem „Zofia Krzyżanowska” zadebiutowała na łamach podziemnej „Arki”. W latach osiemdziesiątych publikowała teksty z zakresu historii i krytyki kultury, między innymi na łamach „Dialogu” pod kierownictwem Konstantego Puzyny, „Pamiętnika Teatralnego” pod kierownictwem Zbigniewa Raszewskiego oraz londyńskiego „Pulsu”. W latach 1989–1994 pisała o teatrze dla „Gazety Wyborczej”. W 1991 była stypendystką National Forum Foundation (teatralną – w „Shakespeare Theatre at the Folger” w Waszyngtonie oraz dziennikarską – w redakcji „New York Times” i w agencji informacyjnej Gannett News Service).
W latach 1994–2012 związana z programem TVP1, gdzie pełniła funkcję zastępcy kierownika Redakcji Repertuaru Filmowego i Teatralnego. Od lutego 2006 do maja 2012 pełniła obowiązki kierownika artystycznego Teatru Telewizji, gdzie była pomysłodawczynią Sceny Faktu, cyklu przedstawień będących rekonstrukcją wydarzeń z najnowszej historii Polski, uhonorowanego m.in. Nagrodą Mediów NIPTEL (2008) oraz Prix Italia (2011). Przy realizacji Sceny Faktu ściśle współpracowała z prezesem Instytutu Pamięci Narodowej Januszem Kurtyką. Od 2012 współpracowała z Polskim Instytutem Sztuki Filmowej, „Gazetą Polską Codziennie” oraz innymi tytułami prasowymi. Weszła w skład rady programowej kongresu Polska Wielki Projekt.
23 listopada 2015 została powołana na stanowisko podsekretarza stanu w Ministerstwie Kultury i Dziedzictwa Narodowego, gdzie nadzorowała pracę departamentów odpowiedzialnych za szkolnictwo i uczelnie artystyczne, edukację kulturalną oraz narodowe instytucje kultury, m.in. teatry, filharmonie i opery. W 2021 była podsekretarzem stanu w Ministerstwie Kultury, Dziedzictwa Narodowego i Sportu.
Z końcem lutego 2023, w związku z osiągnięciem wieku emerytalnego, zakończyła swoją misję w Ministerstwie Kultury i Dziedzictwa Narodowego. W kwietniu tego samego roku powróciła na stanowisko podsekretarza stanu w MKiDN. W grudniu 2023 zakończyła pełnienie funkcji wiceministra.
Weszła w skład komitetu wspierającego kandydaturę Karola Nawrockiego na prezydenta RP w wyborach w 2025.